# Челябинская губерния
Челя́бинская губе́рния — административная единица в составе РСФСР в 1919—1923 гг. Образована из четырёх соседних уездов: Курганского, Троицкого, Кустанайского и Челябинского.

## История
Губерния была создана на части территории Оренбургской губернии, Тобольской губернии и Тургайской области постановлением ВЦИК от 27 августа 1919 года об образовании Челябинского районного Управления на правах губернского органа (опубликовано 3 сентября). Первоначально состояла из Курганского, Троицкого, Кустанайского и Челябинского уездов. Согласно постановлению, Челябинский ревком преобразовывался в Челябинский губернский ревком, а Челябинск становился губернским городом. На момент образования Челябинским ревкомом руководили М. Х. Поляков (предс.), А. Я. Бакаев (зам.), Е. В. Плотников и И. А. Медведев.
С 27 августа 1919 года подчинён Сибирскому Революционному Комитету, а с 21 апреля 1920 — Революционному Совету 1-я Армии Труда.
Границы и состав губернии несколько раз менялись:
- Кустанайский уезд стал частью Киргизской АССР.
- Верхнеуральский уезд Уфимской губернии стал частью Челябинской губернии.
- Постановлением Челябинского горуездного исполкома от 30 декабря 1919 года образованы Куртамышский и Миасский районы (на правах уезда), с начала 1921 года — уезды (подтверждено постановлением Президиума ВЦИК от 11.11.1921). Миасский уезд 1 октября 1922 года был разделён между Златоустовским и Троицким уездами[2]. На основании постановления ВЦИК от 14 февраля 1923 года Куртамышский уезд упразднён с 1 января 1923 года, его волости возвращены в состав Челябинского уезда Челябинской губернии.
- 17 августа 1922 года декретом ВЦИК Златоустовский уезд Башкирской АССР[3] стал частью Челябинской губернии[4].

Гражданская война и политика военного коммунизма, проводившаяся советским правительством в 1919—1921, вызвала голод 1921—1922 и разруху в промышленности.
В начале 20-х годов XX века красными было подавлено Западно-Сибирское восстание — крупнейшее антибольшевистское вооружённое выступление крестьян, казаков, части рабочих и городской интеллигенции в РСФСР.
Численность населения Челябинской губернии за 1920—1923 годы сократилась на 423 803 человек, в том числе в Челябинске — на 6479. С 1920 по 1923 год произошло уменьшение количества сельсоветов (с 1425 до 830) и волостей (с 227 до 90) при неизменном количестве населённых пунктов (3268).
С введением НЭПа экономика губернии стала постепенно налаживаться. В 1923 году сельскохозяйственное производство достигло уровня 1916 года, но показатели промышленности оставались крайне низкими. В 1923 году площадь Челябинской губернии составляла 119 066 км², численность населения — 1 млн 279 тыс. человек.
3 ноября 1923 года Челябинская губерния упразднена. Её территория вошла в состав вновь образованной Уральской области.

## Демография
Численность и национальный состав населения в 1920 г.:
| Народ    | Численность в 1920 году |
| -------- | ----------------------- |
| русские  | 1 385 000               |
| татары   | 49 000                  |
| украинцы | 35 000                  |
| башкиры  | 34 000                  |
| всего    | 1 562 000               |

## Экономика
Губерния была преимущественно сельскохозяйственной. Основные сельскохозяйственные культуры — яровая пшеница, овёс.
Сравнительно развита была обслуживающая сельское хозяйство промышленность (мельницы, маслобойни и пр.).
Всего промышленных предприятий различных отраслей насчитывалось ок. 10 тыс., но крупных было мало. К ним, в первую очередь, относились ж.-д. мастерские в Златоусте, Челябинске и Кургане, Челябинские угольные копи, завод им. Колющенко, рудники Троицкого уезда и Курганский клепочный завод.